# 田村荘 (大和国添上郡)
田村荘（たむらしょう）は、古代・中世の大和国添上郡に置かれていた荘園。現在の奈良県奈良市大安寺町を中心とした付近にあったと推定されている。田村所・田村園とも称された。

## 概要
元は聖武天皇によって勅施入された東大寺三宝供養料所であったとされている。
延喜2年（902年）12月28日付の太政官符案（『平安遺文』9-4551号）によれば、元の平城京の左京5条6坊及び4坊にそれぞれ1町2段124歩の園地が、同じく左京4条2坊と5条2坊にもそれぞれ1町2段124歩の「田村所」と称された供養料所がそれぞれ置かれていたことが記されている。なお、左京4条2坊には藤原仲麻呂の邸宅であった田村第の跡地があり、その並びに料所があったという。
以上は東大寺の事例であるが、同じ奈良の寺院である興福寺も室町時代の応永6年（1399年）にこの付近に258町に及ぶ荘園を有して「田村荘」と呼ばれていたことが知られている（『春日大社文書』所収「興福寺造営段米田数帳」）。